# Biserica Sfinții Voievozi - Grădini din Fălticeni

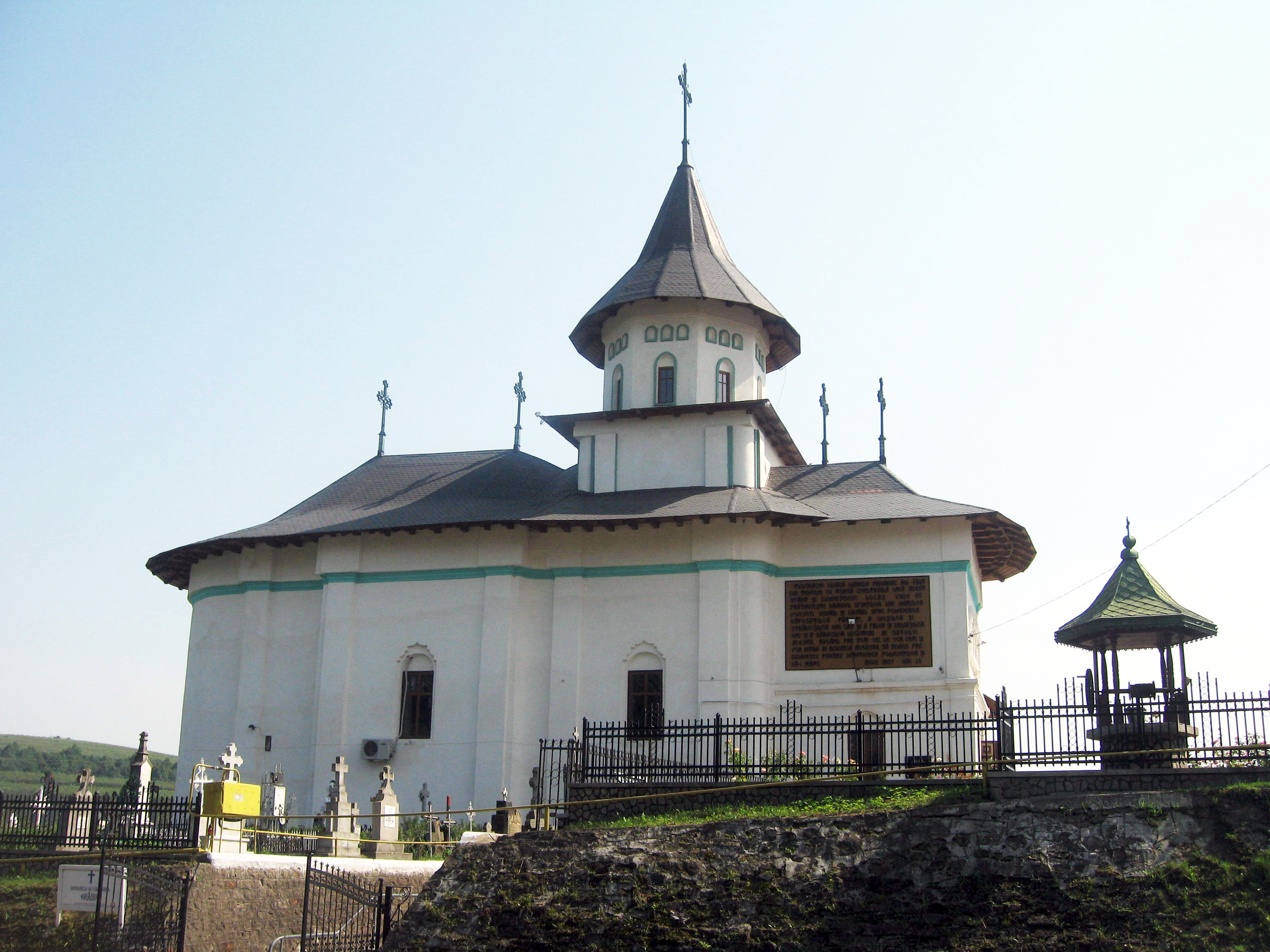
Biserica "Sf. Voievozi - Grădini" din Fălticeni

Biserica "Sfinții Voievozi - Grădini" din Fălticeni este o biserică ortodoxă construită în anul 1807 de către căminarul Tudorache Ciurea și soția sa, Elisabeta, în satul Tâmpești (azi cartierul Grădini al municipiului Fălticeni din județul Suceava). Ea se află situată în marginea de sud-vest a orașului Fălticeni, pe drumul spre Roman.
Biserica Grădini nu este inclusă pe Lista monumentelor istorice din județul Suceava din anul 2004, nefiind considerată monument istoric. 

## Localitatea Tâmpești
La momentul construcției, biserica a fost zidită pe teritoriul satului Tâmpești. Denumirea localității provenea de la o tâmpă (deal), sub care se afla satul. Prima mențiune documentară a acestei localități este într-un document din anul 1620, în care Vasile Boldișor din Tâmpești mărturisea cum a venit preotul Dumitru din Antilești să-i “aleagă partea sa de ocină despre dealul din Spătărești, vecin cu Dealul Tâmpești”. 
În anul 1774 satul Tâmpești făcea parte din Ocolul Siretului de Sus. La 23 iulie 1778, moșia Tâmpești era stăpânită de șetrarul Alexandru Davidel, fiul lui Ursachi Davidel. Sora sa, Maria Davidel, s-a căsătorit cu Vasile Cozma-Ciurea, acesta făcând ulterior un schimb de moșii cu cumnatul său, dându-i acestuia pentru Tâmpești jumătate din moșia Hudești.  Ei au avut șase copii, primul dintre ei fiind Tudorache Ciurea. 
Tudorache Ciurea, fiul lui Vasile Cozma-Ciurea, a primit moșia Tâmpești după ce s-a căsătorit cu Elisabeta, fiica jitnicerului Sandu
Vârnav. În anul 1795, baș ceaușul Tudorache Ciurea a făcut un schimb de moșii cu Vasile Ciudin, dându-i jumătate din moșia Tâmpești pentru jumătate din moșia Bunești.  Tudorache Ciurea a avansat în funcții, fiind întâlnit în 1801 cu rangul de clucer, în 1804 cu cel de paharnic, în 1814 cu cel de căminar.
Satul se extinde la începutul secolului al XIX-lea. După ce în 1785 înglobase cătunul Cotești, în 1838 include și cătunul Stănigeni. În urma reorganizării ocoalelor, satul Tâmpești devine localitate componentă a Ocolului Șomuz. În urma reformei administrative din 1865, satul Tâmpești intră în componența comunei Șoldănești. Va face parte apoi din comuna Rădășeni (1876), din nou din comuna Șoldănești (1887) și apoi din comuna Oprișeni (1908). Prin noua împărțire administratică a României aprobată prin Decretul Regal din 7 octombrie 1925, satul Tâmpești a fost înglobat în comuna urbană Fălticeni. 
Prin Legea îmbunătățirii administrative din 1966, localitatea Tâmpești a primit numele de Grădini și a devenit localitate suburbană a orașului Fălticeni.  În prezent, Grădini este cartier al municipiului Fălticeni.

## Istoric

### Ctitorirea

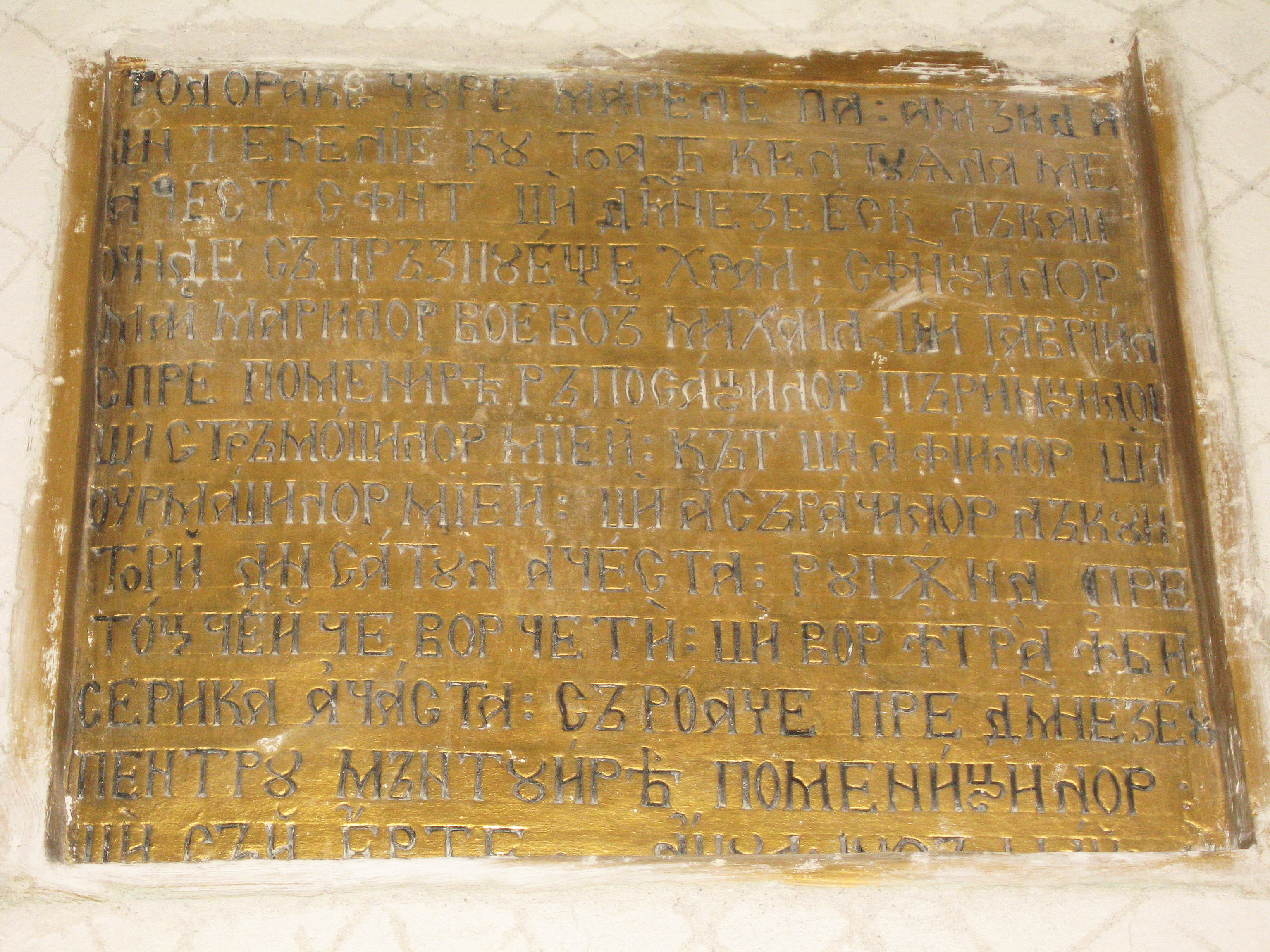
Pisania Bisericii Grădini

Anterior construirii acestei biserici, satul Tâmpești avea o biserică veche din lemn, cu temelie de piatră, care se afla în partea de est a cimitirului eroilor din cadrul actualului cimitir parohial. În anul 1801 boierul Tudorache Ciurea a dăruit acestei biserici două cărți: un Triod tipărit la Râmnic în anul 1731 și care fusese dăruit inițial, la 18 aprilie 1743, Bisericii "Sf. Arhangheli Mihail și Gavriil" din Ivești, și un Penticostar tipărit la București, la 1743.  Pe prima carte se afla însemnarea: “Această sfântă carte o am cumpărat eu, Tudorache Ciurea, biv-vel clucer, pentru ca să fie la sfânta biserică din Tâmpești, 1801, mai 13”, iar pe cea de-a doua carte era însemnarea: “Acest penticostar este al meu și este cumpărat de tatăl meu, la anul 1801, și este dăruit la biserica noastră”.  Aceste două cărți au fost pierdute în timpul celui de-al doilea război mondial. 
La începutul secolului al XIX-lea, căminarul Tudorache Ciurea și soția sa, Elisabeta, au zidit o biserică nouă, cu hramul “Sfinții Voievozi Mihail și Gavriil”, pentru a servi ca locaș de închinare pentru locuitorii satului Tâmpești. Lăcașul de cult a fost clădit în apropierea conacului boieresc pe același deal Tâmpa, boierul însuși mergând des, după tradiția orală, cu trăsura pentru a supraveghea evoluția lucrărilor. 
Biserica ridicată de Tudorache Ciurea a fost lucrată cu meșteri iscusiți, având formă de cruce, ziduri groase de peste 1,50 m, din piatră și cărămidă, tencuită la exterior și la interior, inițial neavând pictură. Construirea lăcașului de cult a fost finalizată în anul 1807. 
Deasupra ușii de intrare în pronaos se află o pisanie în limba română, cu caractere chirilice, având următorul text: “Todorache Ciurea, marele pa(harnic), am zidit din temelie, cu toată cheltuiala me(a), acest sf(â)nt și d(u)mnezeesc lăcaș, unde să prăznuește hram(ul) sf(i)nților mai marilor voevozi Mihail și Gavriil, spre pomenirea răposaților părinților și strămoșilor miei, căt și a fiilor și ourmașilor miei și a săracilor lăcuitori din satul acesta, rugând pre toți cei ce vor ceti și vor întra în biserica aceasta să roage pre D(u)mnezeu pentru măntuirea pomeniților și săi erte, anul 1807, mai 14”. 
În anul 1821, pe aici au trecut turcii în drumul spre mănăstirile Slatina și Secu, unde se refugiaseră eteriștii. Turcii au împuns ochii sfinților din icoanele împărătești aflate pe catapeteasmă, urme care se mai păstrează și astăzi. 
Tudorache Ciurea s-a îngrijit de această biserică până la sfârșitul vieții sale. În ultimul deceniu de viață s-a îmbolnăvit "de dambla", iar jumătate in corp i-a fost paralizat, boală ce l-a ținut la pat până la capătul vieții.  El a decedat în anul 1833 și a fost înmormântat în partea stângă a pronaosului bisericii. În acea criptă au fost înmormântați și alți membri ai familiei sale, pe peretele de deasupra mormântului aflându-se o placă de marmură neagră cu inscripția „Aici odihnește ctitorul Tudorache Ciurea și familia lui”. 

### Reparații
De-a lungul timpului s-au adus bisericii numeroase îmbunătățiri și adăugiri.
În anul 1937, la 100 de ani de la moartea ctitorului, la inițiativa unui comitet format din enoriași ai acestei biserici, având ca președinte pe profesorul Vasile Ciurea (1883-1973), descendent al familiei ctitorului, s-au efectuat lucrări de reparație capitală a lăcașului de cult. Atunci au fost reparate zidurile la exterior, s-a înlocuit pardoseala cu dale de piatră cu mozaic, s-a acoperit biserica cu tablă zincată și s-au pictat arcadele și stâlpii din interior de către pictorul Rudolf Hermann, după modelul Bisericii Mirăuți din Suceava. Mai târziu, pictura a fost completată de pictorul Ion Doroftei. 
Alte reparații importante au fost și în anul 1975 când, la inițiativa și sub supravegherea pr. Gheorghe Baltag (1909-1992), protopop de Fălticeni, pe lângă renovarea zidurilor exterioare, atacate de igrasie, s-a construit actualul pridvor etajat cu o turlă octogonală deasupra sa.
După anul 1990, la cererea credincioșilor și având în vedere faptul că biserica deservește Cimitirul Grădini, s-a ridicat actuala casă de prăznuire dotată cu clopotniță, cameră mortuară cu răcire, săli de mese pentru 80 de persoane, bucătărie, birou parohial, bibliotecă și grupuri sanitare. 
În anul 2002 s-a renovat și vechea catapeteasmă a bisericii, care pare să fie cea originală, pentru că păstrează la icoanele împărătești semnul trecerii turcilor la 1821, în drumul lor spre mănăstirile Slatina și Secu, sub forma unor lovituri de sabie în dreptul gurii și ochilor.
După anul 2003 s-au adus și alte îmbunătățiri: s-a introdus în biserică și casa de prăznuire încălzirea centrală pe gaz metan, s-au construit două grupuri sanitare exterioare moderne, s-a construit un lumânărar lângă casa de prăznuire pentru a proteja pereții bisericii de fum, s-au dotat sălile de mese cu mobilier nou, s-au făcut placări cu gresie și faianță, și altele.
În 2006 s-a înlocuit total acoperișul bisericii cu lemn nou și s-a acoperit cu tablă de cupru în formă de solzi. S-a renunțat la turla octogonală de deasupra pridvorului. Tot atunci s-a reparat în totalitate fațada care a fost acoperită cu praf alb de marmură, s-au amplasat burlane pentru scurgerea apei și s-au turnat noi trotuare. Tot în 2006 s-a reparat și turnul original al bisericii, care era de formă pătrată; pe baza sa pătrată s-a adăugat o completare de formă octogonală. Lucrările au continuat cu împrejmuirea totală a bisericii și cimitirului, precum și importante lucrări de întreținere în cimitir, dintre care amintim pe cea mai importantă și anume tăierea a peste 30 de brazi bătrâni și uscați care ar fi putut să cadă peste morminte la un vânt mai puternic.
În ziua de duminică, 10 iunie 2007, s-au aniversat 200 de ani de existență a bisericii. La acest eveniment a participat arhiepiscopul Pimen Zainea al Sucevei și Rădăuților, care a slujit împreună cu un sobor de 27 preoți și diaconi, pe platforma special construită în cadrul casei de prăznuire. 
În prezent se lucrează la refacerea picturii interioare.
În februarie 2009, preotul Bogdan Apostol (36 de ani) a instalat 9 camere de supraveghere video, cu infraroșu, în biserică și în cimitirul parohiei, ale căror înregistrări pot fi accesate pe Internet, din orice colț al lumii. Preotul a cumpărat un program de pe Internet, cu 59 de dolari, și a realizat de unul singur site-ul parohiei - www.parohiagradini.ro. Instalarea camerelor video s-a făcut la sugestia poliției, după spargerea cutiei milei, și la recomandarea unor enoriași.  
Printre preoții care au slujit aici se numără parohii: pr. Pavel Todicescu (1937?-1952), pr. Vasile Grecu (1952-1956), pr. Gheorghe Baltag (1956-1978) și pr. Neculai Apostol (din 1978).

## Cimitirul parohial
În jurul bisericii se află cimitirul Parohiei Grădini. Acesta este cel mai mare cimitir din orașul Fălticeni, având 3000 de metri pătrați și aproape 4.000 de locuri de veci. Aici au fost înmormântate mai multe personalități care au viețuit sau au avut legături cu urbea de pe Șomuz. 
Printre personalitățile înmormântate aici sunt de menționat următorii:
- august Wagner (1818-1885) - profesor și publicist
- Ion C. Stino (1836-1915) - institutor și publicist
- Teodor Ștefanelli (1848-1920) - istoric bucovinean, membru al Academiei Române
- Serafim Ionescu (1859-1930) - institutor și dramaturg
- Leon Băncilă (1878-1918) - diacon, profesor și compozitor
- Dimitrie Buiuc (1882-1930) - compozitor
- Eugen Lovinescu (1881-1943) - critic și istoric literar, memorialist, dramaturg, romancier și nuvelist român
- Vasile Ciurea (1883-1973) - profesor și arheolog, primar al Fălticenilor, deputat și senator; a contribuit la înființarea Muzeului Apelor (Mihai Băcescu) din Fălticeni
- Gheorghe Fira (1886-1936) - folclorist și compozitor român
- Ecaterina Bălăcioiu-Lovinescu (1887-1960) - profesoară de limba franceză, soția lui Eugen Lovinescu; a murit în detenție
- Aurel George Stino (1900-1970) - profesor de limba franceză la Liceul „Nicu Gane” din Fălticeni, publicist și scriitor
- Anton Holban (1902-1937) - scriitor, romancier și eseist român, nepot de soră al criticului Eugen Lovinescu
- Vasile Lovinescu (1905-1984) - critic literar, dramaturg și filosof esoteric român, nepot de frate al lui Eugen Lovinescu
- Gheorghe Baltag (1909-1992) - preot protoiereu și paroh al Bisericii Grădini
- Horia Lovinescu (1917-1983) - dramaturg român, nepot de frate al lui Eugen Lovinescu
- Virgil Ierunca (1920-2006) - critic literar, publicist și poet român, soțul Monicăi Lovinescu
- Monica Lovinescu (1923-2008) - ziaristă, critic literar și comentatoare de radio, fiica lui Eugen Lovinescu. Din 1947 a trăit în exil în Franța.

Ecaterina Bălăcioiu-Lovinescu a murit în închisoarea Jilava în 1960; trupul ei a fost aruncat într-o groapă comună din care a fost adus la Fălticeni, îndată după 1990. 
Eugen Lovinescu a murit în 1943 și a fost înmormântat la București; în 1993, la împlinirea a 50 de ani de la moartea sa, urna cu cenușa sa a fost adusă și depusă în cavoul familiei Lovinescu din Cimitirul Grădini, cu consimțământul fiicei sale, Monica Lovinescu. 
Monica Lovinescu a decedat la 20 aprilie 2008, la Paris, trupul său fiind incinerat la 24 aprilie. În anul 2008, urnele cu cenușa soților Monica Lovinescu și Virgil Ierunca au fost aduse la Fălticeni și depuse în cavoul Lovineștilor.  Urnele funerare ale Monicăi Lovinescu și ale lui Virgil Ierunca au fost aduse de la Paris, la 25 aprilie 2008, cu o aeronavă specială, fiind însoțite de către Gabriel Liiceanu și Mihnea Berindei. Ele au fost aduse la Ateneul Român și apoi trimise la Casa Lovinescu din București, de unde au fost transportate la Fălticeni, unde au fost depuse în cavoul familiei Lovinescu la 16 mai 2008, potrivit dorinței scriitoarei.  

## Imagini

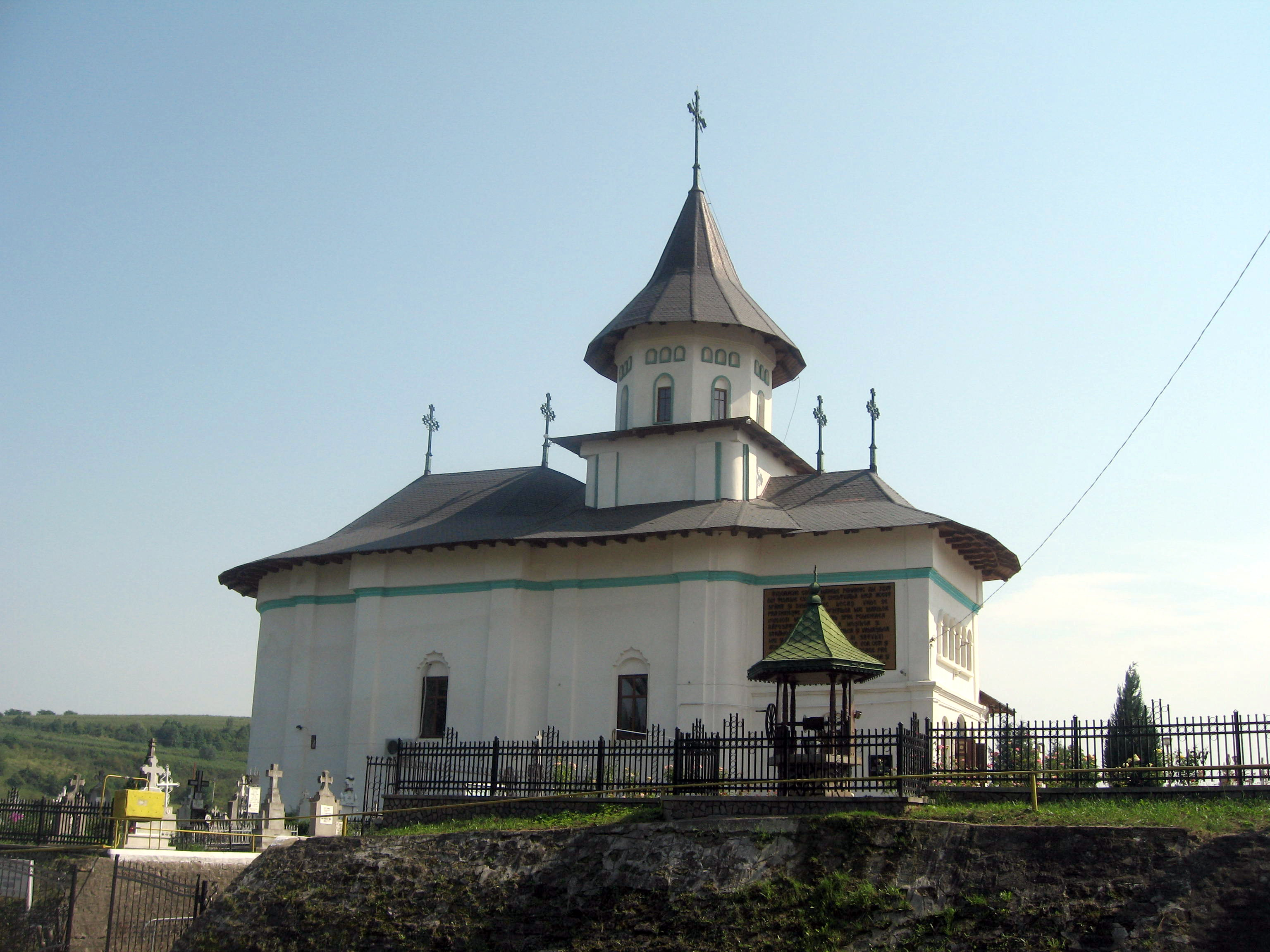
Biserica văzută dinspre nord-vest
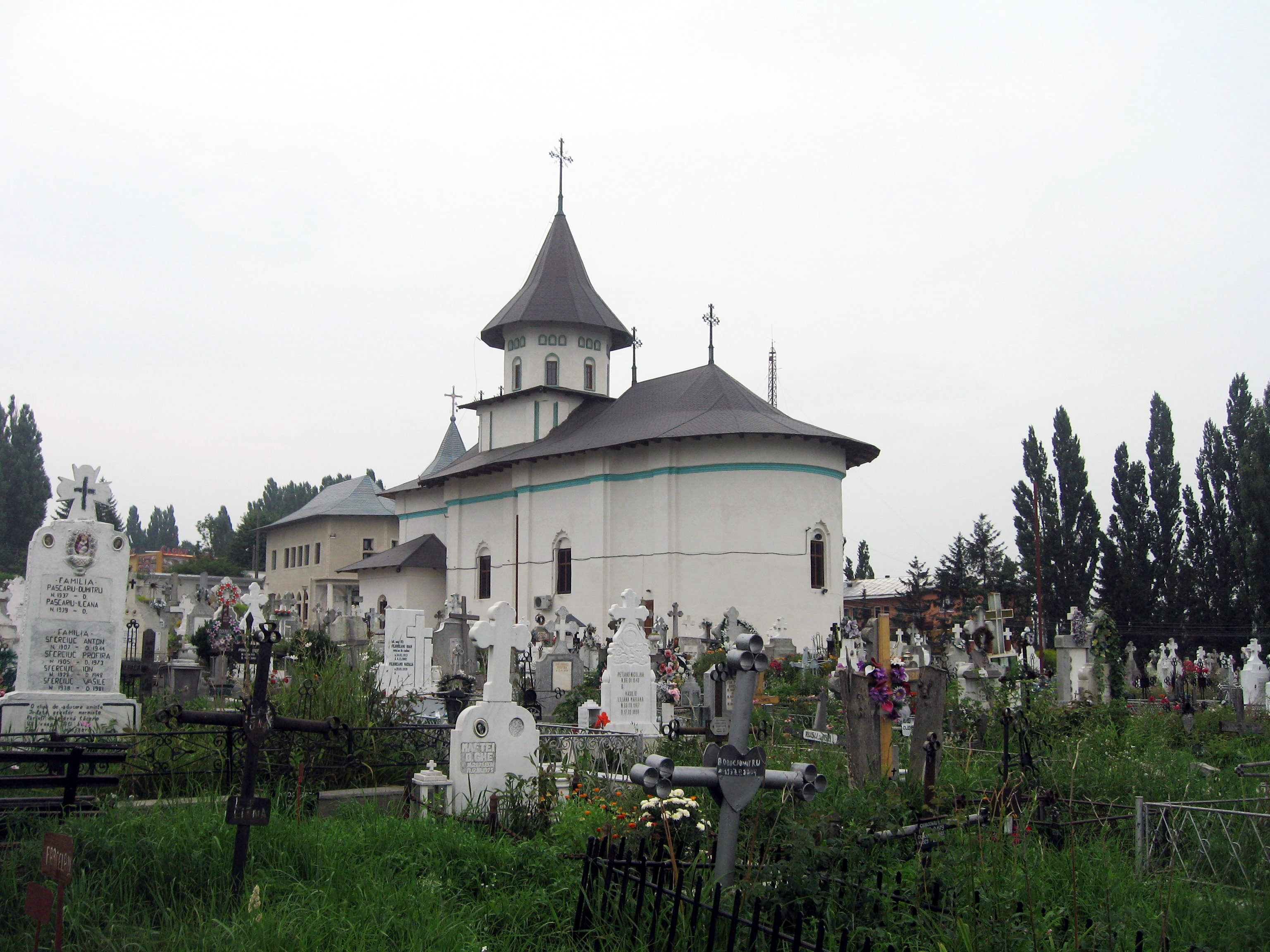
Biserica văzută dinspre sud-est
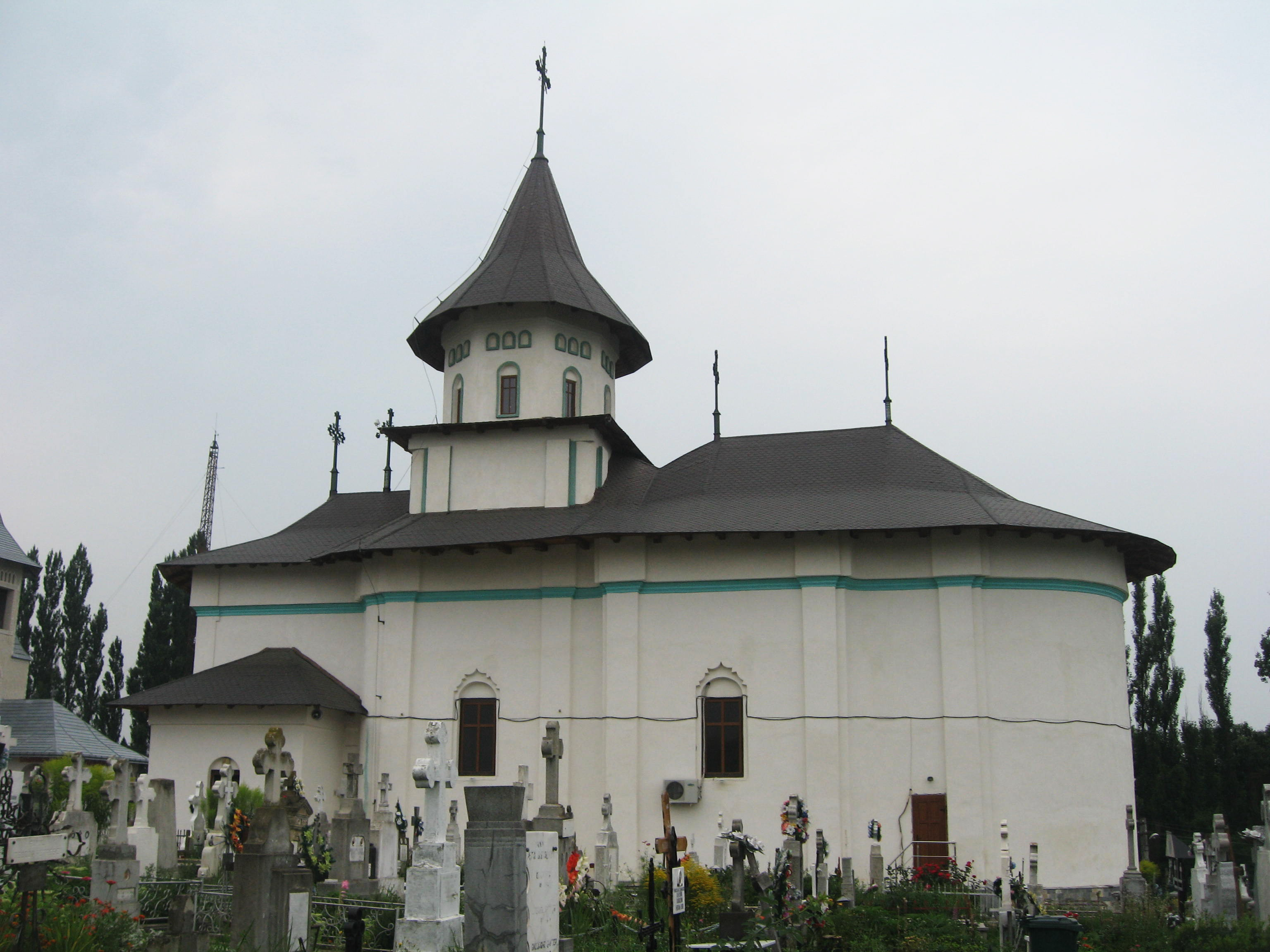
Latura sudică
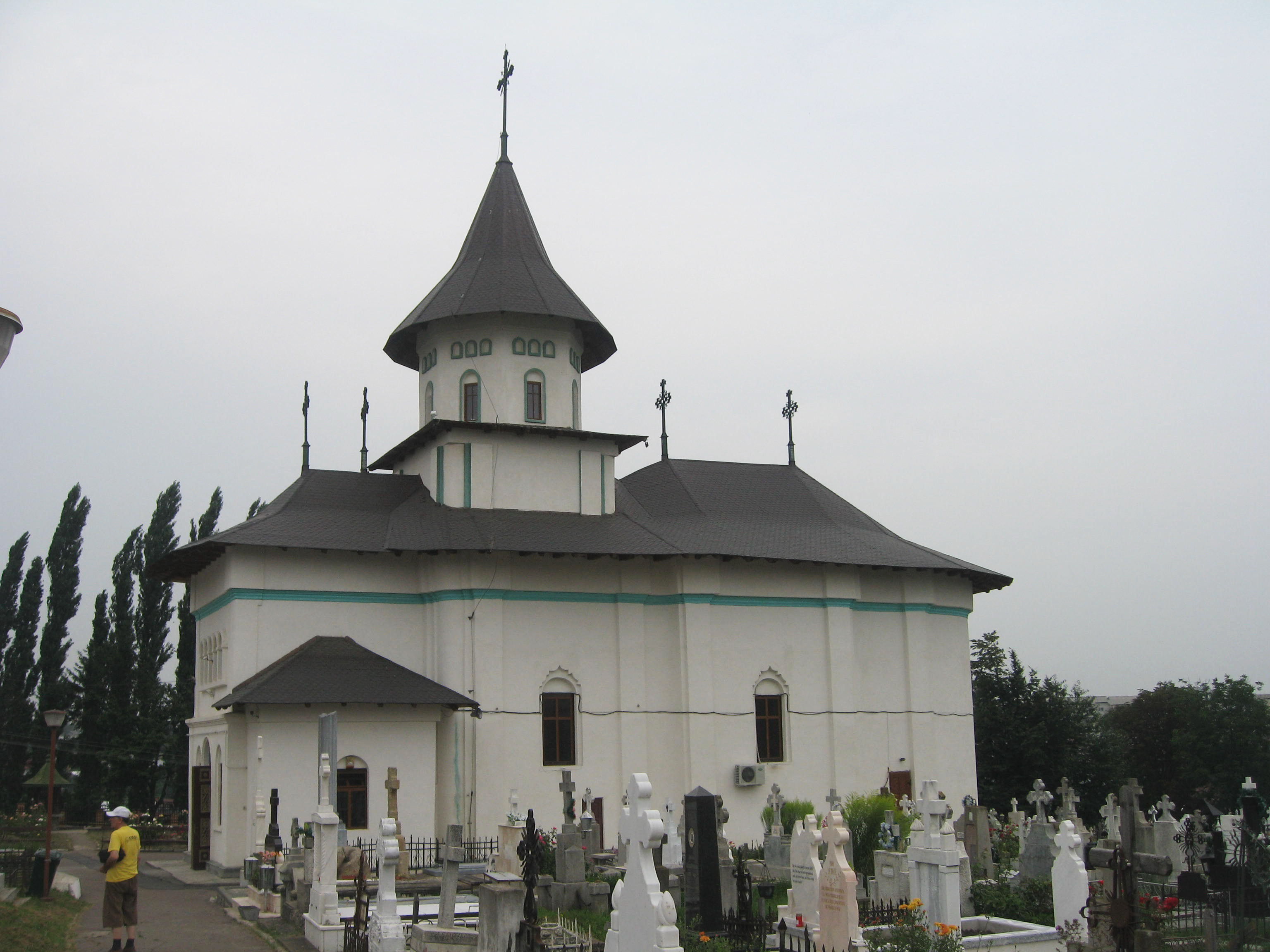
Biserica văzută dinspre sud-vest
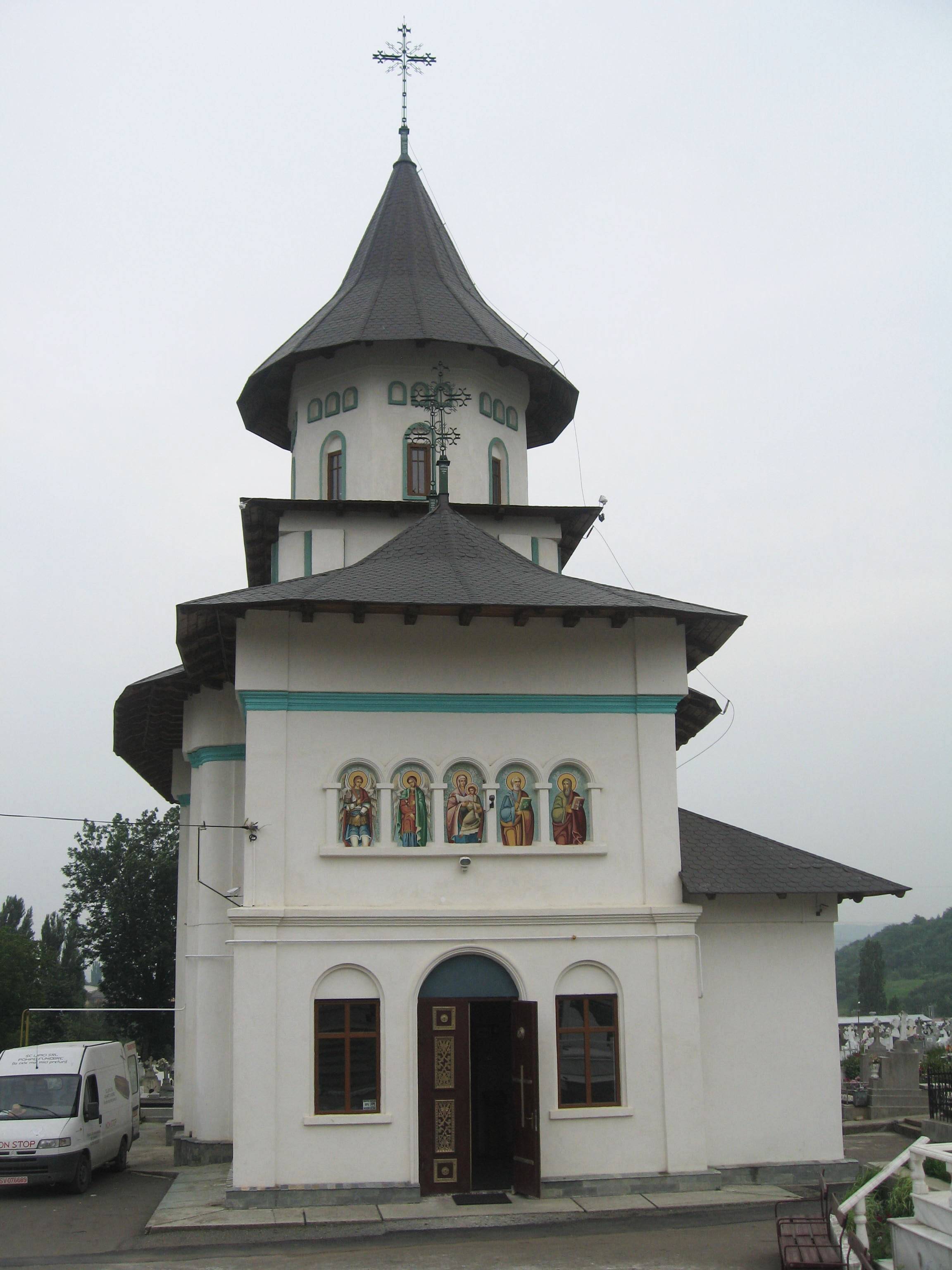
Latura vestică
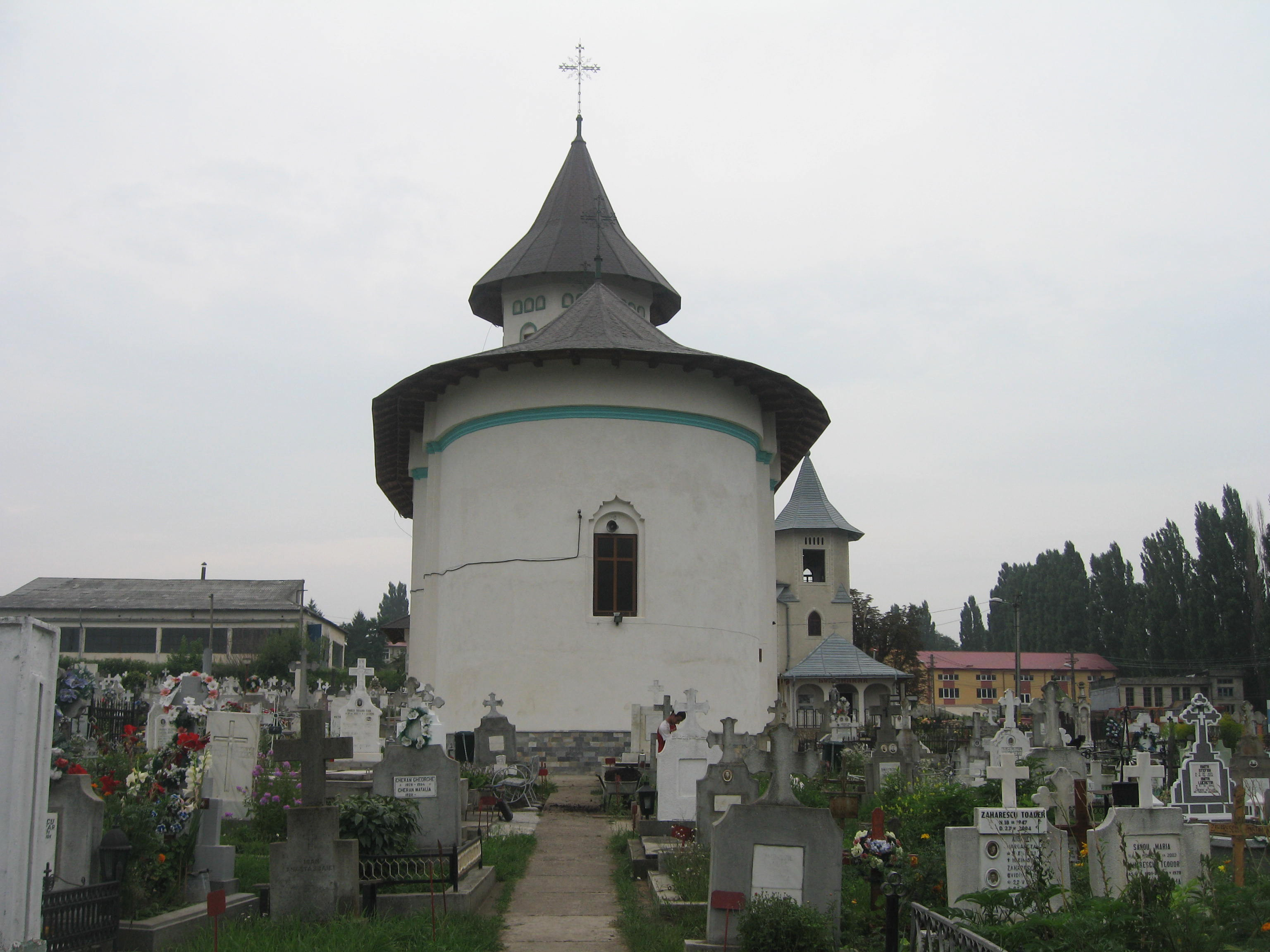
Absida altarului
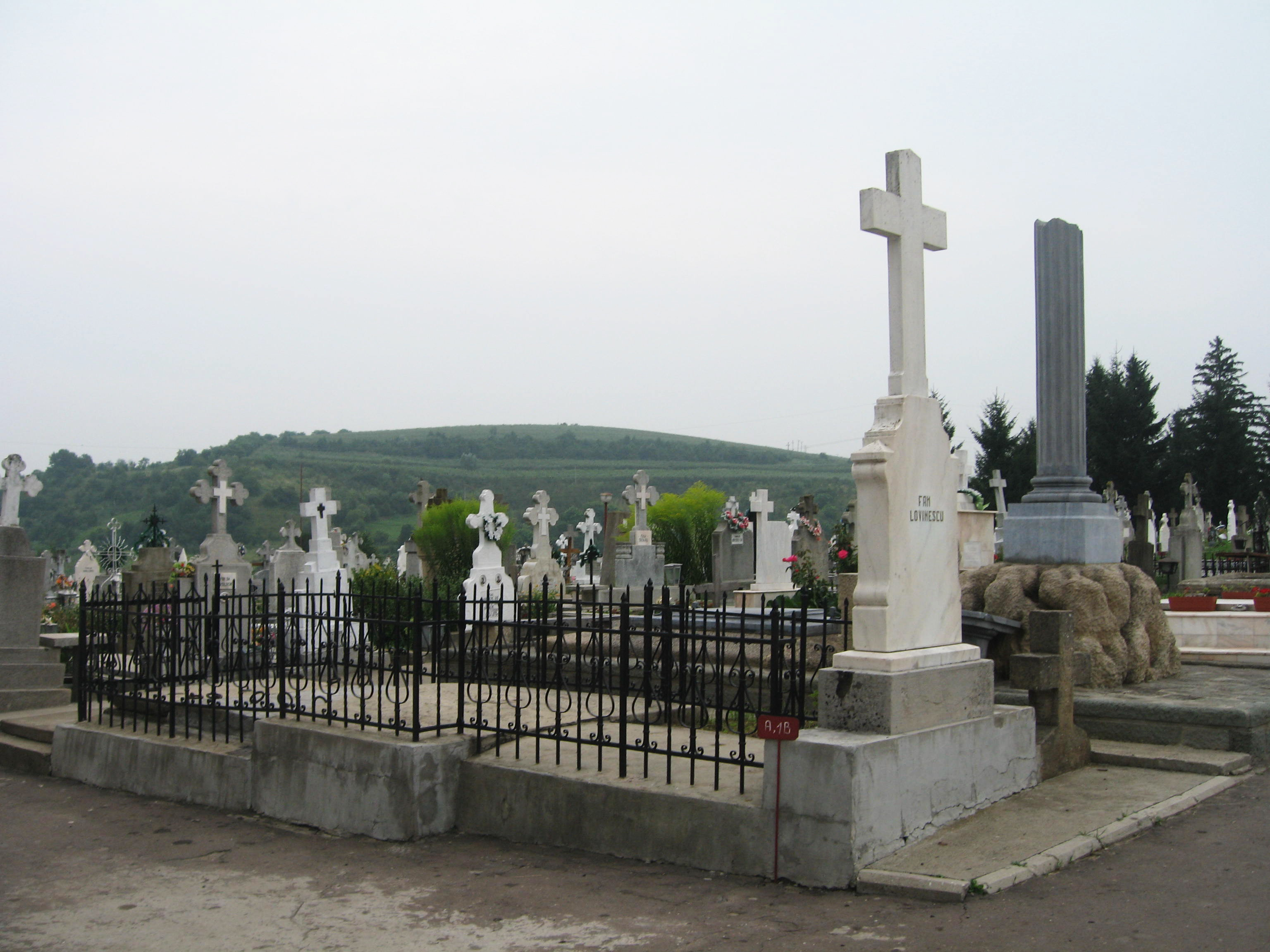
Cavoul familiei Lovinescu
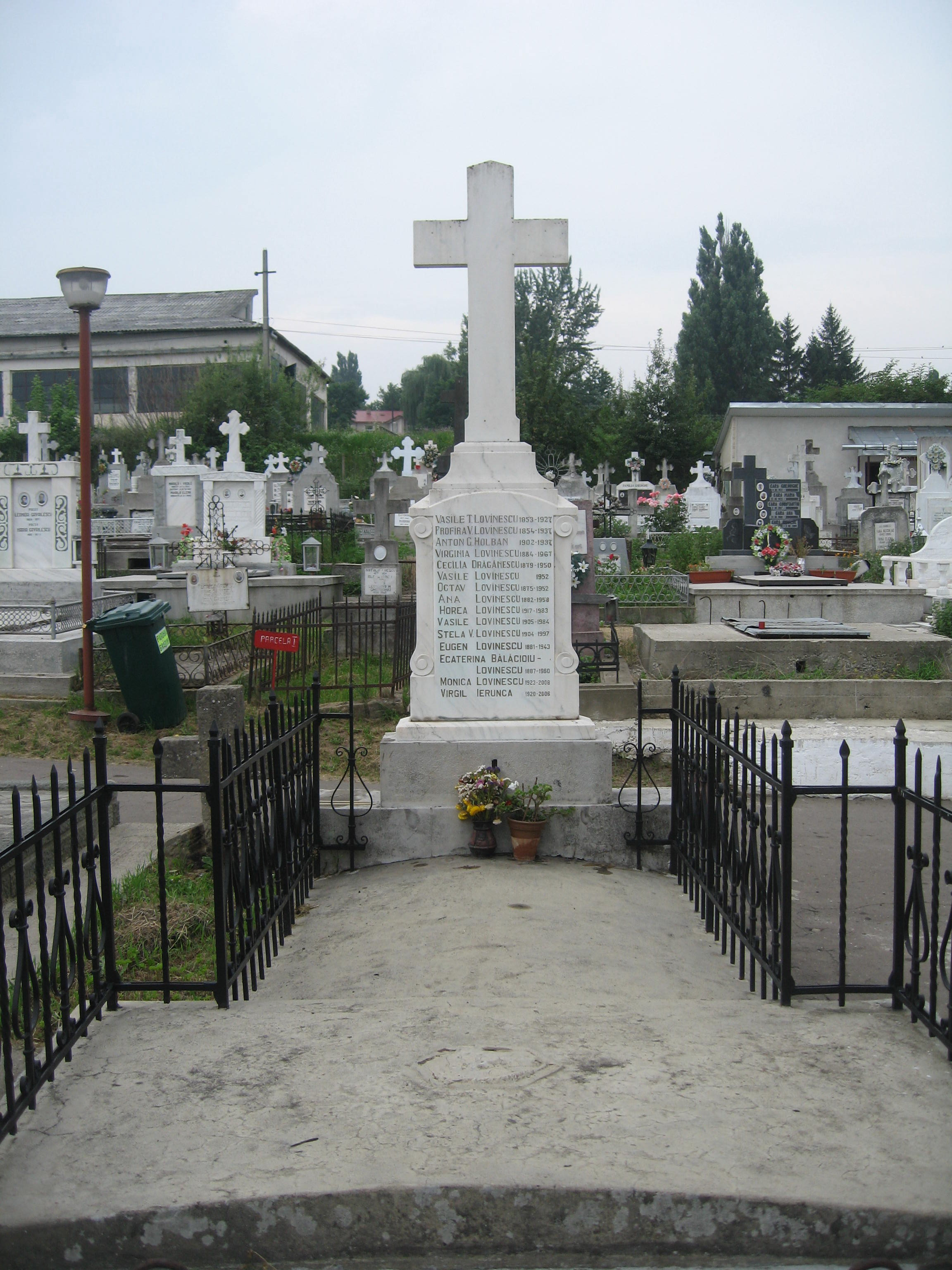
Cavoul familiei Lovinescu
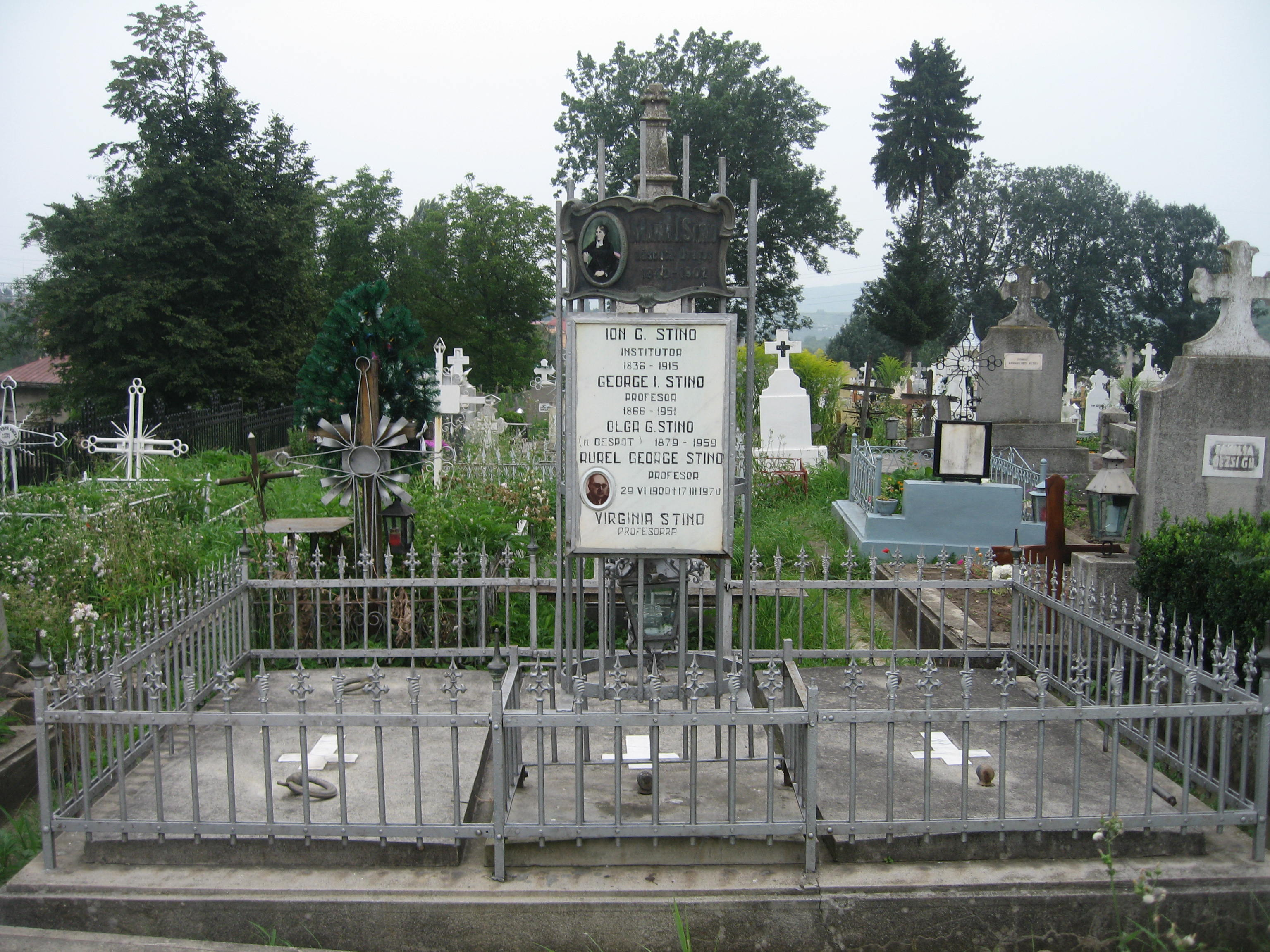
Cavoul familiei Stino
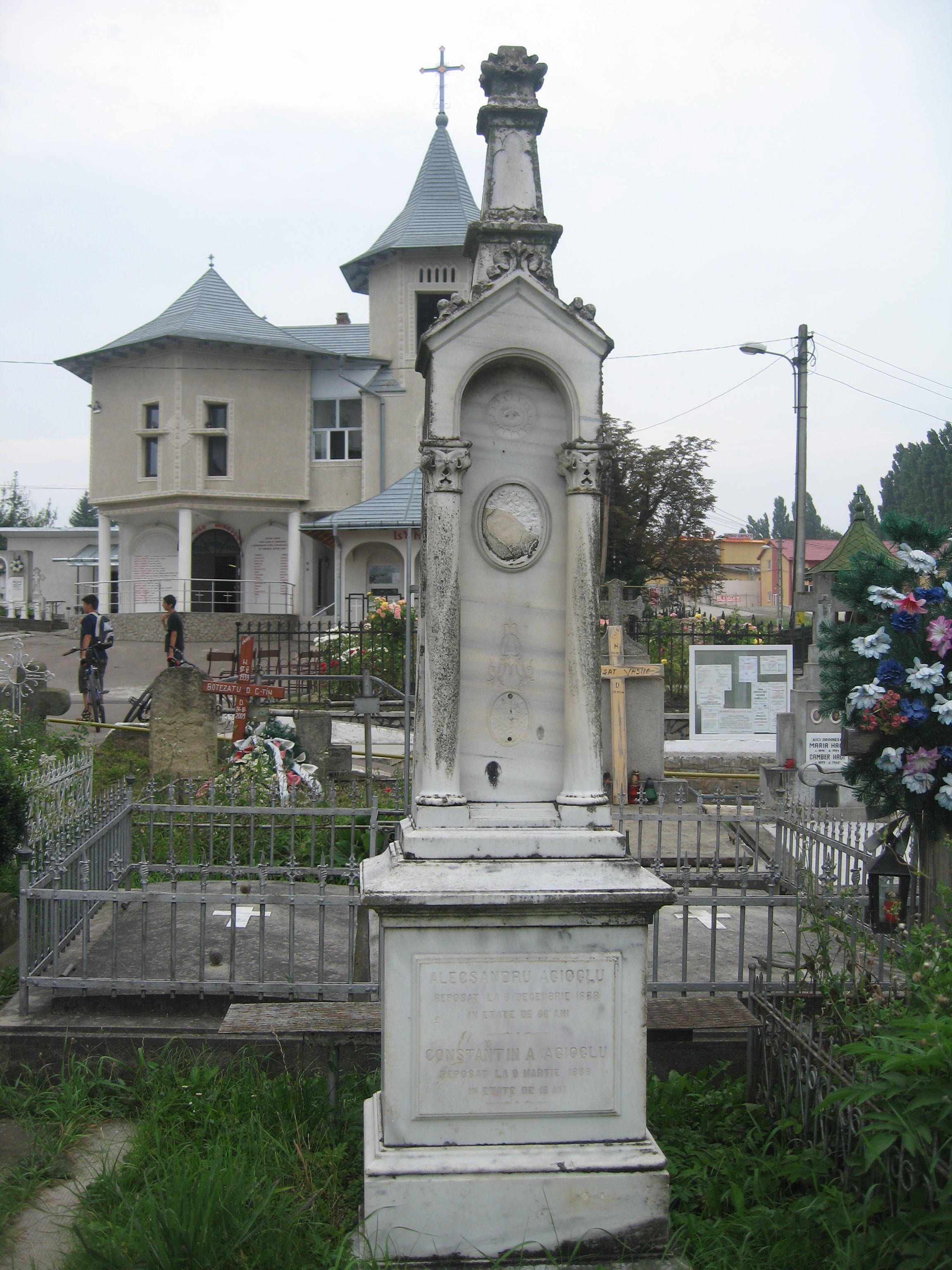
Monumentul funerar al familiei Agioglu
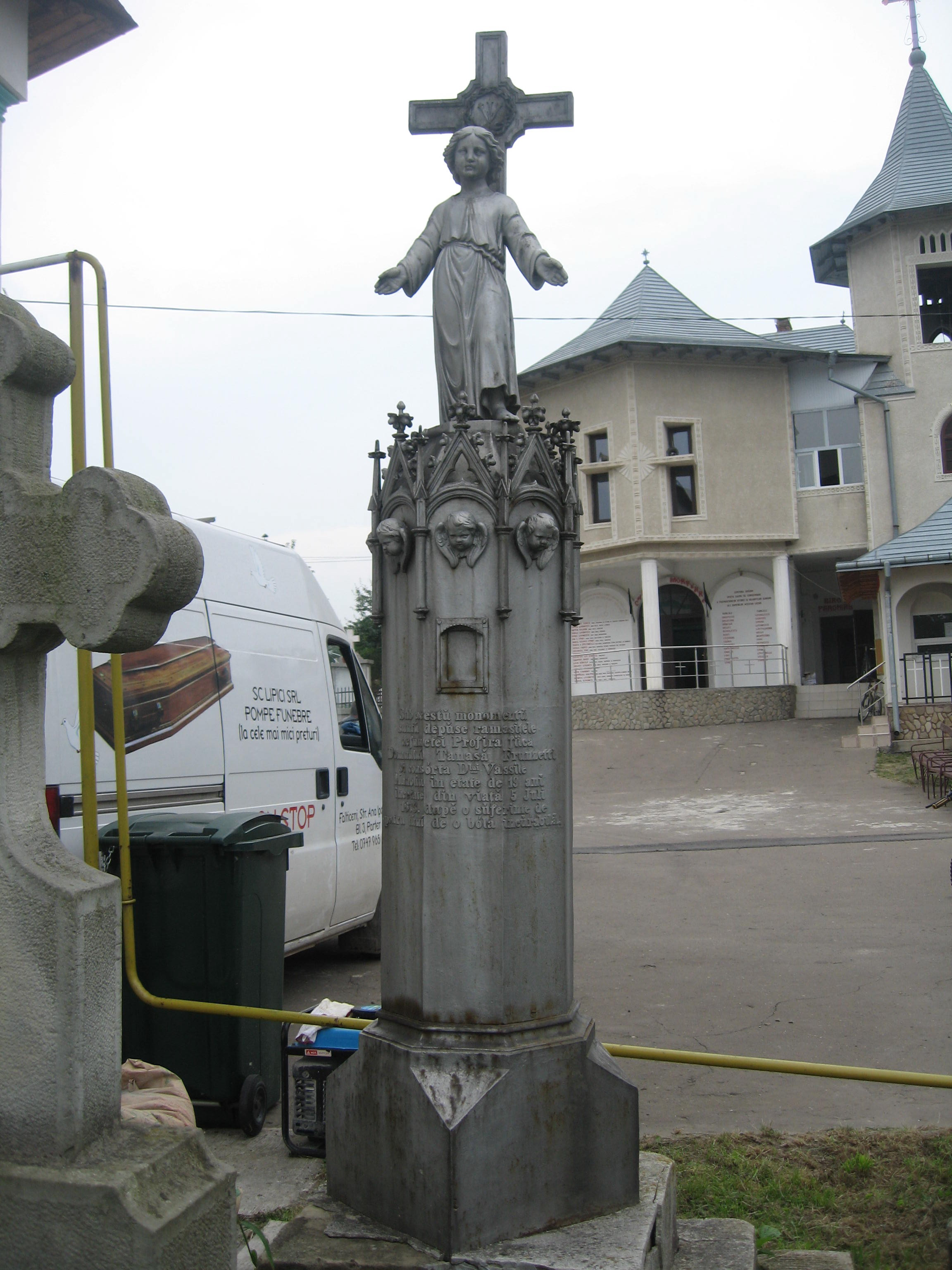
Monumentul funerar al Profirei Manoliu (1854-1873)